# Comuna Bilca, Suceava
Bilca este o comună în județul Suceava, Bucovina, România, formată numai din satul de reședință cu același nume.

## Istoric
Cea mai veche atestare a localității Bilca este actul de danie din 23 mai 1436 prin care urmașii lui Alexandru cel Bun și Ștefan dăruiesc o „Braniște” lui Stan Babici, fraților săi, care va face parte din așezarea „Vicovelor” din care se desprinde comuna Bilca ca așezare de sine stătătoare, până atunci ca domeniu al Mănăstirii Putna.
Învățătorul bilcan Pamfil Cuciurean notează în autobiografia sa următoarele în legătură cu data apariției administrative a comunei Bilca: „Scriptele, cronicile și bătrânii din sat spun că Bilca s-a înființat pe o porțiune din Vicovu de Sus cam prin anul 1776”, iar pe de altă parte în cronica manuscrisă a bisericii din Vicovu de Jos se găsește mențiunea că prin anul 1794, satele Bilca, Voitinel și Gălănești erau încorporate atât bisericește cât și administrativ în comuna Vicovu de Jos. Aceeași cronică arată că satele de mai sus se separă în anul 1808. Din anul 1810 se cunosc acte oficiale semnate de la Bilca.
În anul 1818 este adusă de la Vicovu de Jos în Bilca biserica din lemn, aflată și astăzi în cimitirul satului.
În prezent comuna Bilca este formată dintr-un singur sat ce poartă numele de Bilca.
Un element important atât pentru comunitatea din Bilca cât și pentru autoritățile locale este reprezentat de faptul că această comună este înfrățită cu comuna Vert Saint Denis din Franța, ceea ce înseamnă că în acest fel s-au făcut schimburi culturale și s-au cunoscut atât tradițiile românești de către comunitatea franceză, dar și populația din cadrul teritoriului a reușit să învețe și să cunoască cultura populației din Franța.

## Așezare
Comuna Bilca este așezată pe malul stâng al râului Suceava, nu departe de versantul de răsărit al Carpaților și se situează cam la jumătatea distanței dintre municipiul Rădăuți și comuna Putna.
Comuna este situată în partea de nord a județului Suceava, la o distanță de 8 km de Vicovu de Sus și la 20 km de Rădăuți, pe drumul județean DJ 178C. Are o lungime de 10 km și o lățime de 4 km. Se învecinează, la est cu Frătăuții Noi, la nord cu Ucraina, la vest cu Vicovu de Sus, iar la sud cu Vicovu de Jos, de care este despărțită de râul Suceava.
Populația s-a așezat aici atrasă relieful zonei, de păduri și pășuni propice creșterii animalelor. În secolul al XVIII-lea, satul Bilca aparținea de (parohia) Vicovu de Jos, numindu-se Vicovu de Jos pe Bilca sau Cotul de peste apă. Din anul 1810, este menționat cu numele de Bilca. Codicile matricole încep de la 1807.

## Demografie
Componența etnică a comunei Bilca
     Români (93,03%)
     Alte etnii (1,25%)
     Necunoscută (5,73%)
Componența confesională a comunei Bilca
     Ortodocși (81,27%)
     Penticostali (12,42%)
     Alte religii (0,53%)
     Necunoscută (5,78%)
Conform recensământului efectuat în 2021, populația comunei Bilca se ridică la 3.930 de locuitori, în creștere față de recensământul anterior din 2011, când fuseseră înregistrați 3.583 de locuitori. Majoritatea locuitorilor sunt români (93,03%), iar pentru 5,73% nu se cunoaște apartenența etnică. Din punct de vedere confesional, majoritatea locuitorilor sunt ortodocși (81,27%), cu o minoritate de penticostali (12,42%), iar pentru 5,78% nu se cunoaște apartenența confesională.

## Politică și administrație
Comuna Bilca este administrată de un primar și un consiliu local compus din 13 consilieri. Primarul, Zaharie Rusu[*], de la Partidul Național Liberal, este în funcție din 2004. Începând cu alegerile locale din 2024, consiliul local are următoarea componență pe partide politice:
|  | Partid                          | Consilieri | Componența Consiliului | Componența Consiliului | Componența Consiliului | Componența Consiliului | Componența Consiliului | Componența Consiliului | Componența Consiliului | Componența Consiliului |
|  | ------------------------------- | ---------- | ---------------------- | ---------------------- | ---------------------- | ---------------------- | ---------------------- | ---------------------- | ---------------------- | ---------------------- |
|  | Partidul Național Liberal       | 8          |                        |                        |                        |                        |                        |                        |                        |                        |
|  | Partidul Social Democrat        | 3          |                        |                        |                        |                        |                        |                        |                        |                        |
|  | Alianța pentru Unirea Românilor | 1          |                        |                        |                        |                        |                        |                        |                        |                        |
|  | Partidul PRO România            | 1          |                        |                        |                        |                        |                        |                        |                        |                        |

## Recensământul din 1930
Componența etnică a comunei Bilca
     Români (96,37%)
     Evrei (0,83%)
     Germani (2,25%)
     Altă etnie (0,55%)
Componența confesională a comunei Bilca
     Ortodocși (95,83%)
     Romano-catolici (1,65%)
     Mozaici (0,83%)
     Evanghelici\Luterani (0,68%)
     Altă religie (1,01%)
Conform recensământului efectuat în 1930, populația comunei Bilca se ridica la 4.005 locuitori. Majoritatea locuitorilor erau români (96,37%), cu o minoritate de evrei (0,83%) și una de germani (2,25%). Restul locuitorilor erau: ruși (2 persoane), ruteni (1 persoană) și polonezi (1 persoană). Din punct de vedere confesional, majoritatea locuitorilor erau ortodocși (95,83%), dar existau și minorități de romano-catolici (1,65%), luterani\evanghelici (0,68%) și mozaici (0,83%). Restul locuitorilor erau: greco-catolici (1 persoană) și adventiști (2 persoane).

## Obiective turistice

### Biserica parohială
Terenul pentru clădirea bisericii a fost dăruit de Balan Dumitru și fiul său Toader și de Sofian Ilie. Biserica parohială este așezată în partea de sus a parohiei. Este zidită din piatră și cărămidă, în anul 1868, prin grija preotului Tomovici Grigorie, a învățătorului Brăilean Gheorghe și a primarului Ungureanu Ștefan, pe spezele Fondului Bisericesc și ale poporenilor. S-a sfințit în anul 1877, de către vicarul arhiepiscopal Silvestru Moraru Andrieica. Biserica nu are niciun fel de pictură. Pictorul catapetesmei este necunoscut. În biserică se află protocoalele poruncilor din secolul al XIX-lea, icoane vechi și un diptih din același secol.
În anul 1883, s-au făcut restaurări la biserică, iar în anul 1965, s-au acoperit complet cu tablă toate turnurile bisericii. Biserica, cu zidurile ei înalte și cu turnuri disproporționate, se arată impunătoare, printre sălciile luncii Sucevei, călătorilor cu trenul spre Putna voievodală. În anul 1982, sub îndrumarea părintelui paroh Cojocaru Nicolae, s-au efectuat o serie de reparații la biserică. După venirea în parohia Bilca a părintelui Gheorghe Calancea, în anul 1989, s-au început lucrările la biserica din Bilca. S-au făcut totodată și unele modificări, deoarece era construită în stil gotic. Astfel, s-a mărit streașina cu 1 metru, s-a schimbat tabla de pe biserică, punându-se în stilul Mănăstirii Putna, adică în formă de rânduri, s-au reparat zidurile exterioare, care au fost tencuite în praf de piatră, s-au adăugat unele modele arhitecturale, în interior s-a văruit, s-au vopsit cupolele și au fost desenate steluțele. Tot în interior, s-a acoperit turla din naos printr-un capac aplicat deasupra naosului. S-au mărit, de asemenea, și streșinile turlelor și au fost adăugate încă două cruci, una în partea de sud și alta în partea de nord a bisericii. S-a pus și paratrăsnet. La terminarea lucrărilor la biserică, s-a făcut un gard nou în fața (partea de sud) acesteia. Materialele rămase au fost donate la diferite parohii (Vicov, Costișa, Marginea), în anumite scopuri, depinzând de natura și felul materialelor.
Biserica a fost resfințită în anul 1990, de către ÎPS Mitropolitul Daniel al Moldovei și Bucovinei, prilej cu care preotul paroh a fost ridicat la treapta de iconom stravofor, merit bine venit, în urma eforturilor sale de a reînnoi biserica. În prezent, biserica este în stare bună de funcționare, anul acesta împlinind 128 ani de la prima sfințire, din 1877.

### Casa-muzeu Bilca
Casa-muzeu Bilca, din zona etnografică Rădăuți, este reprezentativă pentru așezările din zonă. Interioarele sunt amenajate cu mobilier tradițional: polițe, laițe, blidare, țesăturile de interior (scoarțe, lăicere, grindărașe) înfrumusețând pereții din căsuță și din casa mare. Obiectele din lemn și ceramică, de uz casnic, completează inventarul casei. Gospodăria Bilca este completată cu șura și grajdul amenajate cu piese din inventarul gospodăresc. Casa a fost donată de către George Muntean și Adela Popescu. Face parte din Complexul Muzeal Bucovina.

### Biserica de lemn din Bilca
Biserica de lemn din Bilca a fost construită în perioada 1743-1744 în Vicovu de Jos, fiind adusă în comuna Bilca în 1818. În prezent se află în cimitirul vechi al localității. Este înscrisă pe Lista monumentelor istorice din județul Suceava din anul 2010, având codul de clasificare SV-II-m-B-05495.